# Třída PG 1
Třída PG 01 byla třída křídlatých raketových člunů Japonských námořních sil sebeobrany. Jednalo se o vylepšenou licenční verzi italských raketových člunů třídy Sparviero. Všechny tři postavené čluny již byly ze služby vyřazeny.

## Stavba
Licenci na stavbu plavidel této třídy Japonsko získalo v dubnu 1991. Celkem byly postaveny tři jednotky této třídy. Do služby byly přijaty v letech 1993-1995. Stavba plánované druhé trojice nakonec nebyla realizována.
Jednotky třídy PG 01:
| Jméno          | Zahájení stavby | Spuštěna          | Vstup do služby | Status                  |
| -------------- | --------------- | ----------------- | --------------- | ----------------------- |
| PG 01 (PG-821) | 25. března 1991 | 17. července 1992 | 22. března 1993 | vyřazen 6. června 2008  |
| PG 02 (PG-822) | 25. března 1991 | 17. července 1992 | 22. března 1993 | vyřazen 6. června 2008  |
| PG 03 (PG-823) | 8. března 1993  | 15. června 1994   | 13. března 1995 | vyřazen 24. června 2010 |

## Konstrukce

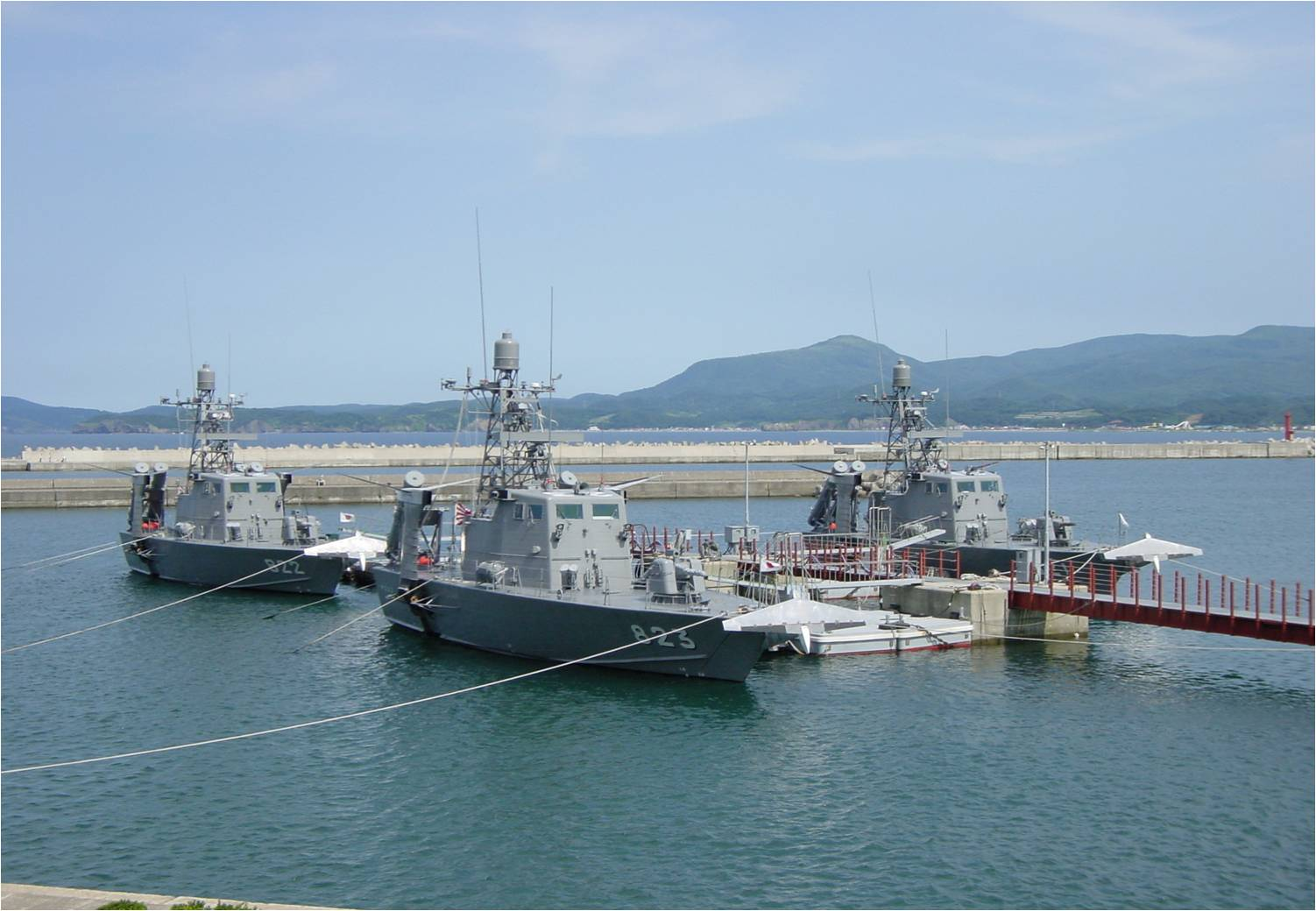
Plavidla třídy PG 01 v přístavu

Plavidla nesla střelecký radar JRC OP-28-2 a dva odpalovače klamných cílů Mk 36 SRBOC. Výzbroj tvořil jeden 20mm kanón Sea Vulcan s dostřelem 4 km na přídi a čtyři protilodní střely SSM-1B s dosahem 180 km. Pohonný systém byl koncepce CODOG. Jeden diesel poháněl zasunovací lodní šroub při plavbě ekonomickou rychlostí. Při plavbě na křídlech plavidla poháněla jedna plynová turbína General Electric LM-500 o výkonu 3728 kW. Nejvyšší rychlost dosahovala 46 uzlů na křídlech a 8 uzlů s ponořeným trupem.